# (279) Thulé
Pour les articles homonymes, voir Thulé.
(279) Thulé (désignation internationale (279) Thule) est un astéroïde de la ceinture principale découvert par Johann Palisa le 25 octobre 1888.
Cet astéroïde est nommé d'après Thulé, nom donné entre 330 et 320 av. J.-C. par l'explorateur grec de Marseille Pythéas à une île qu'il présente comme la dernière de l'archipel britannique et qu'il est le premier à mentionner.

## Groupe de Thulé
(279) Thulé donne son nom au groupe de Thulé, un tout petit groupe dynamique lié à la résonance 4:3 avec Jupiter. La zone de demi-grand axe compris entre 4,1 et 4,9 ua est particulièrement instable du fait de l'influence gravitationnelle de Jupiter et ne compte qu'un petit nombre d'astéroïdes aux orbites instables. Au milieu de cette zone, la résonance 4:3 permet une stabilité relative à ce petit groupe.